# Île Morjovets
L'île Morjovets est une île de Russie d'une superficie de 110 km² située à l'entrée de la baie de Mezen dans la mer Blanche. Elle est rattachée administrativement à l'oblast d'Arkhangelsk.

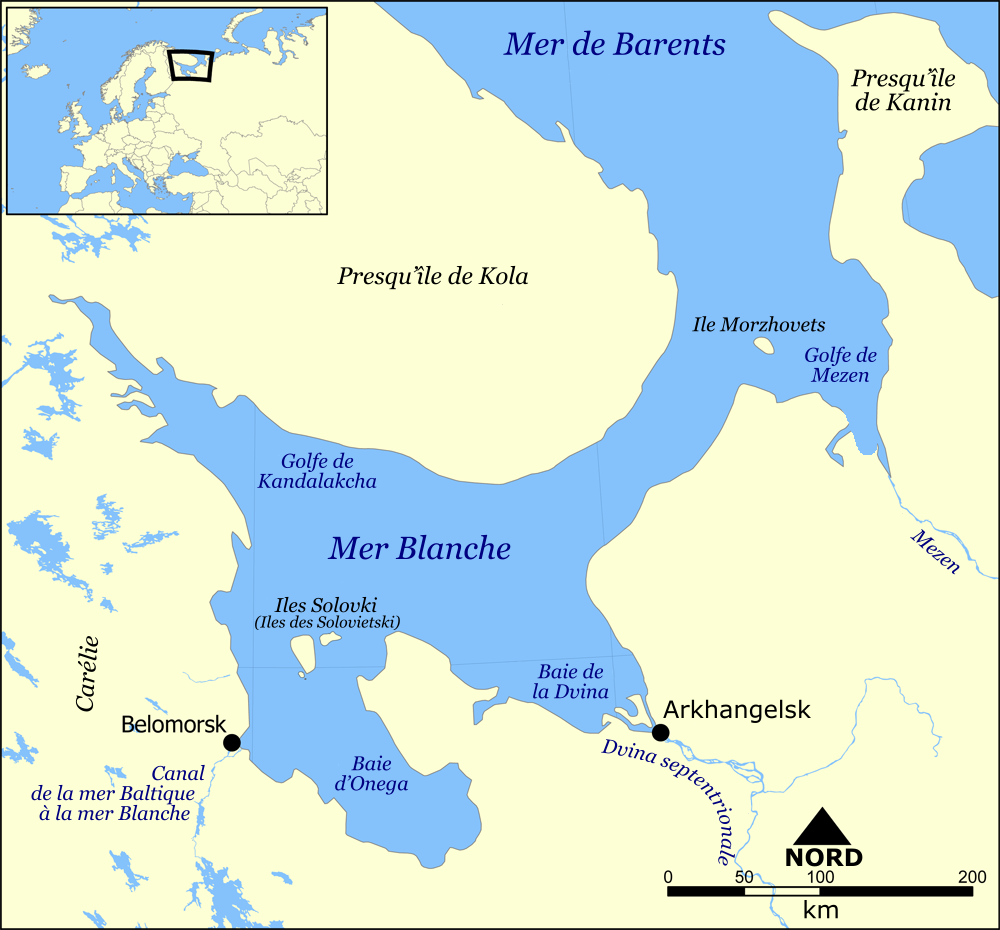
Localisation de l'île Morjovets.